# Hubert Engels (Musiker)

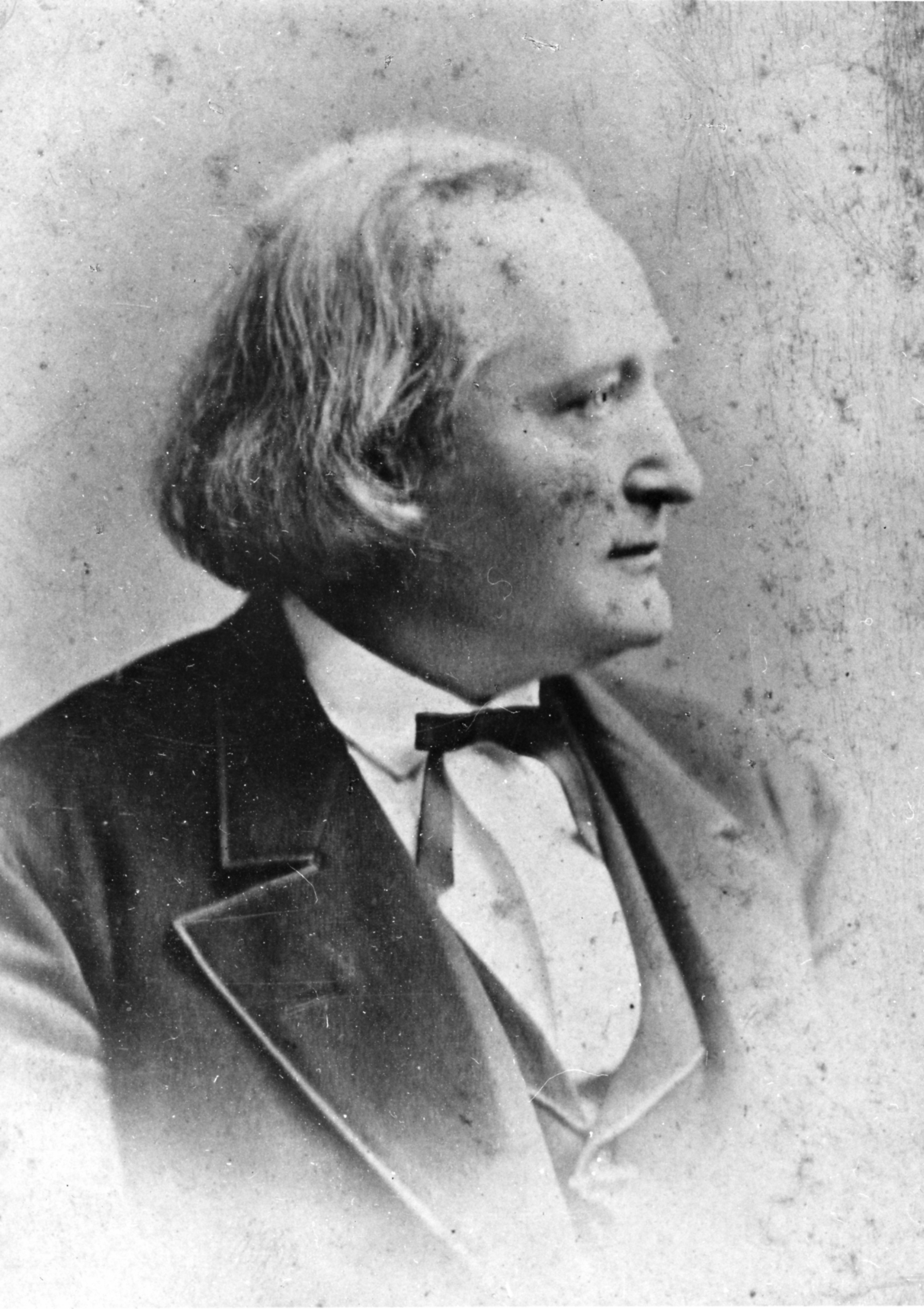
Der Komponist und Musiker Hubert Engels (1824–1891)

Hubert Engels (* 2. August 1824 in Bonn; † 8. September 1891 in Mülheim an der Ruhr) war ein deutscher Musikdirektor, Komponist und Geiger.

## Leben und Wirken
Hubert Engels wurde 1824 in Bonn als Sohn eines Klavierbauers geboren. Nach dem Schulabschluss absolvierte er ein Studium – Violine und Musiktheorie – am Konservatorium Berlin und am Pariser Konservatorium. Zu seinen Lehrern zählten unter anderem Karl Friedrich Rungenhagen, Ferdinand Ries sowie der französische Geiger Jean-Delphin Alard.
Als Geigenvirtuose war Engels ein gefragter Gastsolist und unternahm ausgedehnte Konzertreisen ins In- und Ausland. Die erste Festanstellung fand er 1849 als Konzertmeister in London, wo er auch seine spätere Ehefrau Laura Howell kennenlernte. Nach einem dreijährigen Aufenthalt in England kehrte er zunächst nach Bonn zurück, um sich 1853 in Mülheim an der Ruhr als Privatlehrer für Violine, Gesang und Klavier niederzulassen. Das Mülheimer Musikleben war zu dieser Zeit kaum existent und beschränkte sich auf die Existenz einiger Chöre und eines Instrumentalvereins. Mit der Bündelung der vorhandenen Musikvereine und der Organisation von Konzertreihen begründete Hubert Engels das öffentliche Musikleben in Mülheim an der Ruhr. Für seine Verdienste wurde ihm 1879 der Titel eines Königlichen Musikdirektors verliehen.
Auch als Komponist machte sich Engels einen Namen. Sein Oratorium Der Untergang von Keris wurde 1861 uraufgeführt. Weitere Werke sind Der 8. Psalm für Soli, Chor und Orchester (1857), ein Zyklus von 9 Wanderliedern sowie diverse Streichquartette.
1889 musste Engels seine Tätigkeit als Musikdirektor und Dirigent wegen eines schweren Augenleidens aufgeben. Am 8. September 1891 starb er im Alter von 68 Jahren. Sein gleichnamiger Sohn – Hubert Engels junior – machte sich um die Jahrhundertwende als Ingenieur für Wasserbau einen Namen.

## Werke
- Der 8. Psalm für Soli, Chor und Orchester  (1857)
- Oratorium Der Untergang von Keris (1861)
- Zyklus von 9 Wanderliedern
- Streichquartette

## Sonstige Quellen
- Stadtarchiv Mülheim an der Ruhr, Bestand 1550 (Archivische Sammlungen: Mülheimer Persönlichkeiten)
- Mülheimer Zeitung vom 24./25. Dezember 1936 (Skizzen zum Lebensbild des Begründers des Mülheimer Musiklebens I+II)

| Personendaten    | Personendaten                                 |
| ---------------- | --------------------------------------------- |
| NAME             | Engels, Hubert                                |
| KURZBESCHREIBUNG | deutscher Musikdirektor, Komponist und Geiger |
| GEBURTSDATUM     | 2. August 1824                                |
| GEBURTSORT       | Bonn                                          |
| STERBEDATUM      | 8. September 1891                             |
| STERBEORT        | Mülheim an der Ruhr                           |